# AlphaTauri (Modemarke)
AlphaTauri ist eine Premium-Modemarke der Red Bull GmbH, welche im Jahr 2016 gegründet wurde. Ihr Name stammt vom Stern Alpha Tauri, besser bekannt als Aldebaran, einem Roten Riesen im Sternbild Stier.

## Geschichte
Im Mai 2016 gründete Dietrich Mateschitz die Modemarke als weiteren Unternehmensbereich. Im Oktober 2016 startete Red Bull den Ausbau seiner Nischengeschäfte, was auch das Modelabel AlphaTauri betraf. 2016 existierte lediglich ein Ladengeschäft in Salzburg. Im Zuge der Expansion steigerte die Marke ihre Onlinepräsenz und auch weitere Ladengeschäfte wurden eröffnet. Ein weiteres Geschäft entstand zunächst in Graz. Zusätzliche Stores eröffneten 2021 in Wien und im November 2022 in London. Anfang Februar 2023 kündigte AlphaTauri an, alle drei Läden in Österreich zu schließen.
2016 brachte AlphaTauri seine erste Kollektion auf den Markt.

## Motorsport
Der seit 2006 existierende Formel-1-Rennstall Scuderia Toro Rosso startete in den Saisons 2020 bis 2023 unter dem Namen Scuderia AlphaTauri, um den Bekanntheitsgrad der Marke zu steigern.

## Sonstiges
2019 wurde ein „Popup-Store“ vorgestellt, welcher in einem LKW eingebaut ist und innerhalb von 20 Minuten aufgebaut werden kann und aufgebaut rund 60 Quadratmeter groß ist. Sein erster Einsatz war für Herbst 2020 geplant. Red Bull selbst bezeichnet das Projekt als „Die Zukunft des Modeverkaufs“.